# Вітряні гори
Вітряні́ го́ри — історична місцевість, житловий масив у місті Києві. Основні вулиці: Межова, Вітряні Гори, Байди-Вишневецького, Западинська, Світлицького, Перемишльська. 
Вперше згадані наприкінці XIX століття (назва народна від характеру місцевості). Фігурували також як Піщані гори (звідси первісна назва сучасної Галицької вулиці — Пісочна), Вітряні Піщані гори та Западинські Піщані гори. Забудова вздовж вулиці Пісочної склалася наприкінці 19 ст., у західній частині місцевості — у 1930–1940-ві роки.
Масив забудовано у 1961–1965 роках. На ньому прокладено вулицю Вітряні Гори. До середини 1980-х років на Вітряних Горах існувала також Вітряна вулиця. Малоповерхову забудову знесено наприкінці 1970-х років.

## Вулиці

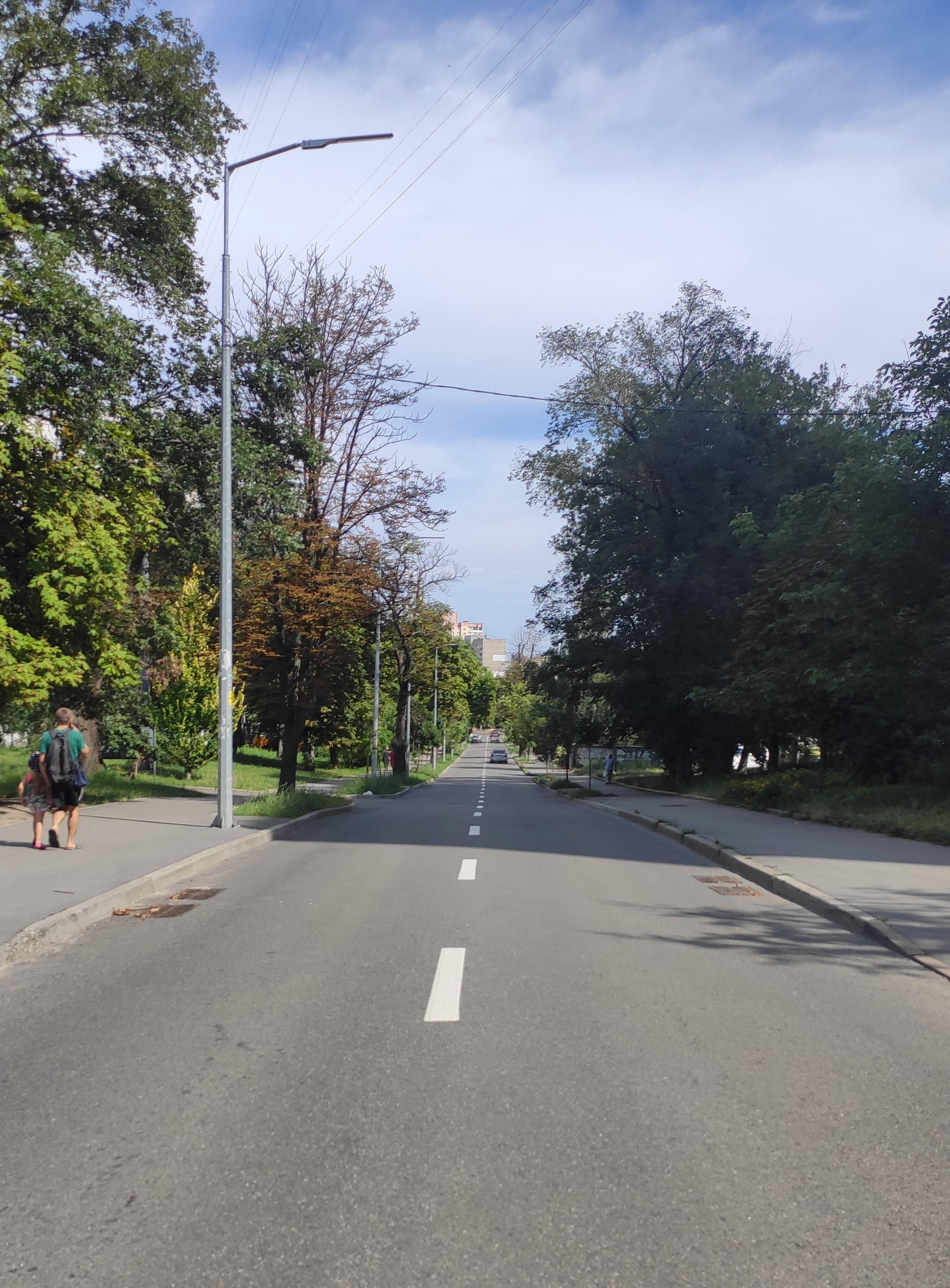
Вулиця Байди-Вишневецького
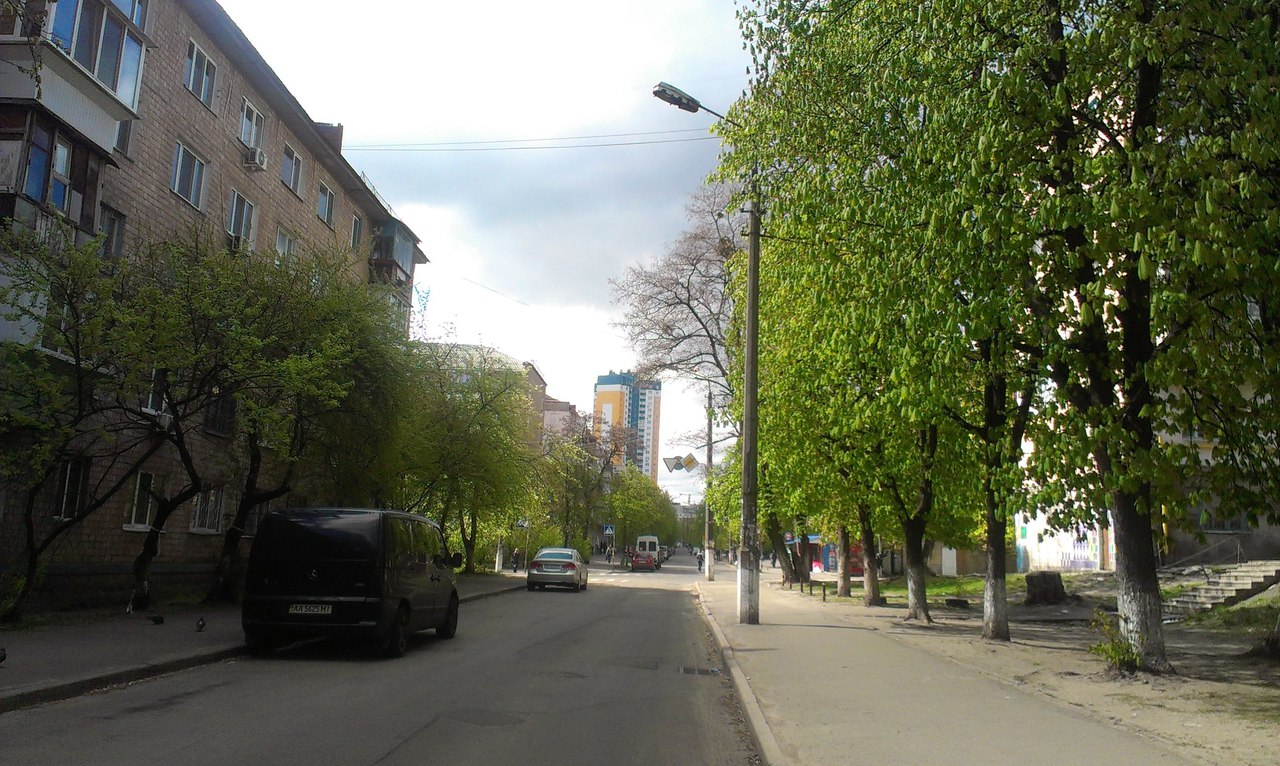
Межова вулиця
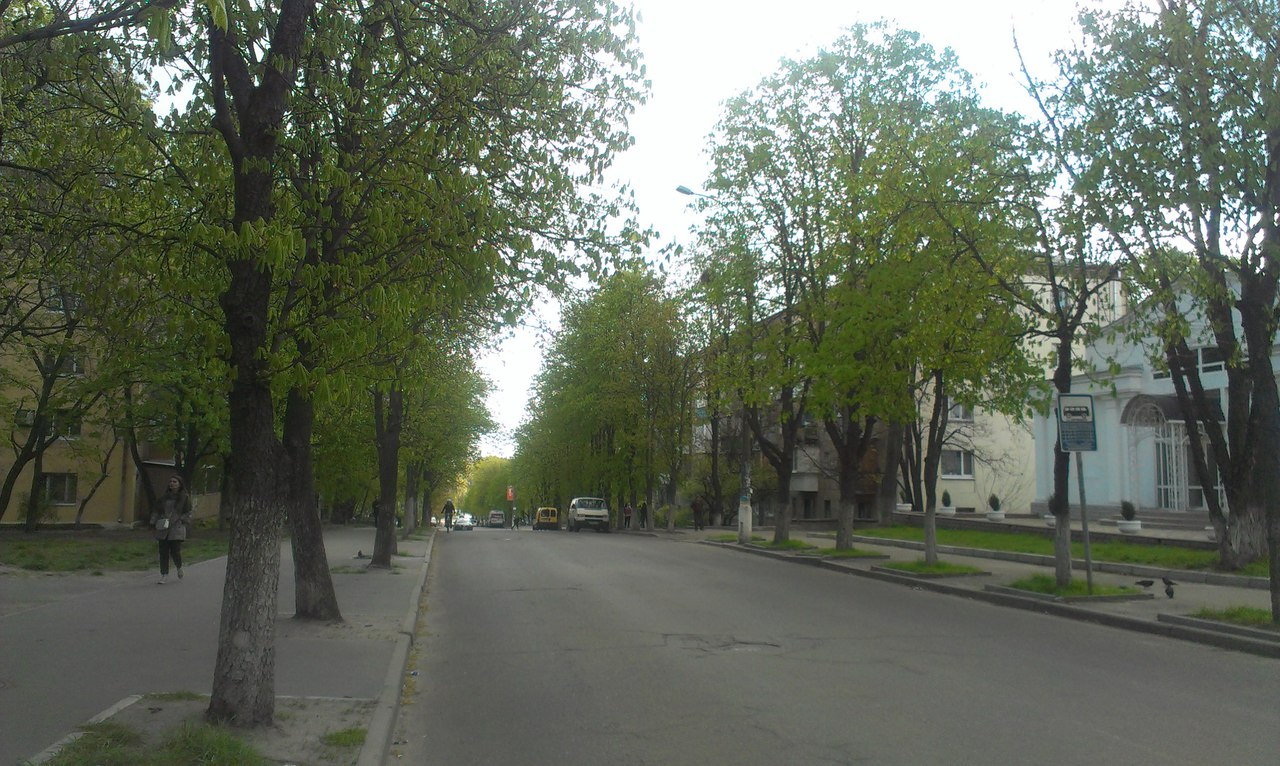
Перемишльська вулиця
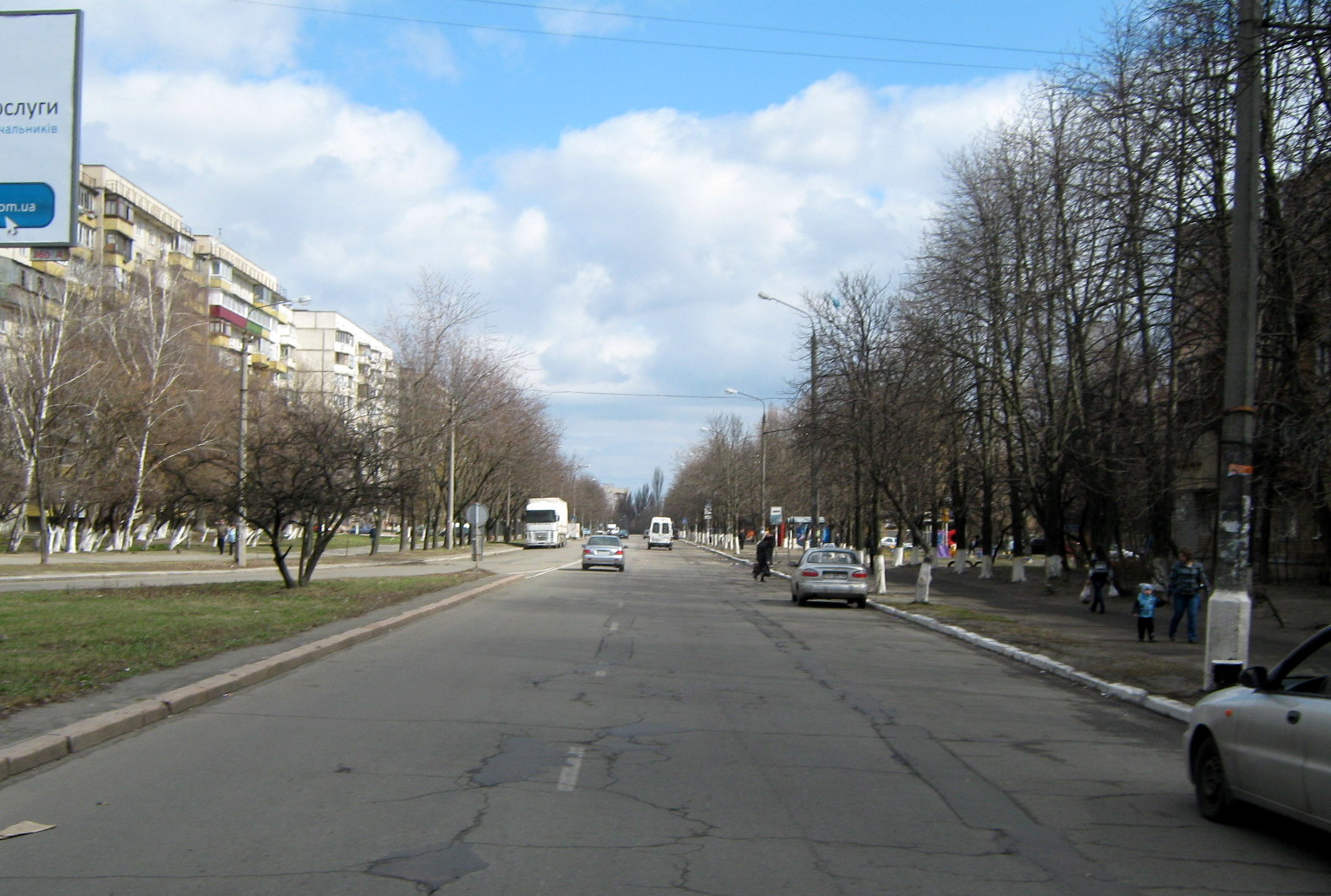
Вулиця Світлицького